# Kettős játszma (telenovella)
A Kettős játszma (Sortilegio) eredeti magyar címén Igézet, egy 2009-es mexikói telenovella a Televisától. Főszereplői: Jacqueline Bracamontes, William Levy, David Zepeda, Chantal Andere és Daniela Romo. A főcímdalt az Il Divo adja elő, melynek címe: Sortilegio de Amor. A sorozat 2009-ben készült. Magyarországon elsőként a Cool TV kereskedelmi csatorna tűzte műsorára 2011. január 31-én. Majd később, 2012. szeptember 18.-tól a Sorozat+, 2013. május 6.-tól pedig az RTL Klub kezdte vetíteni a sorozatot.

## Szereposztás
| Színész(nő)            | Szerepnév                                                                | Magyar hang        |
| ---------------------- | ------------------------------------------------------------------------ | ------------------ |
| Jacqueline Bracamontes | María José Samaniego Miranda                                             | Závodszky Noémi    |
| Jacqueline Bracamontes | Sandra Betancourt (Samaniego) Miranda                                    | Závodszky Noémi    |
| William Levy           | Alejandro «Alex» Lombardo Villavicencio                                  | Posta Victor       |
| David Zepeda           | Bruno Albéniz Valverde Bruno Lombardo Valverde                           | Varga Rókus        |
| Chantal Andere         | Raquel Albéniz Valverde de Castelar Raquel Lombardo Valverde de Castelar | Agócs Judit        |
| Daniela Romo           | Victoria Valverde vda. de Lombardo                                       | Menszátor Magdolna |
| Wendy González         | Paula Samaniego Miranda                                                  | Vadász Bea         |
| Héctor Sáez            | Pedro Samaniego                                                          | Pálfai Péter       |
| Ana Brenda Contreras   | Maura Albarrán                                                           | Martin Adél        |
| Daniela Luján          | Lisette Albarrán                                                         | Molnár Ilona       |
| Gabriel Soto           | Fernando Alanís                                                          | Czvetkó Sándor     |
| Manuela Imaz           | Katia Alanís                                                             | Dögei Éva          |
| Patricio Castillo      | Emiliano Alanís                                                          | Barbinek Péter     |
| Marcelo Córdoba        | Roberto Castelar                                                         | Karácsonyi Zoltán  |
| María Victoria         | Felipa García                                                            | Illyés Mari        |
| Guillermo Zarur        | Ezequiel Flores                                                          | Kajtár Róbert      |
| Luis Couturier         | Dr. Hernán Plascencia                                                    | Orosz István       |
| Adalberto Parra        | Erick Díaz                                                               | Imre István        |
| José Carlos Ruiz       | Jesús «Chucho» Gavira                                                    | Szokolay Ottó      |
| Julián Gil             | Ulises Villaseñor                                                        | Bor László         |
| Azela Robinson         | Elena Miranda de Krueger                                                 | Kocsis Mariann     |
| Otto Sirgo             | Dr. Jorge Krueger                                                        | Juhász György      |
| Aarón Hernán           | Porfirio Betancourt                                                      | Kárpáti Tibor      |
| Rosita Pelayo          | Mercedes «Meche» Brito                                                   | Kiss Anikó         |
| Carlos Girón           | Gabriel Brito                                                            | Pálmai Szabolcs    |
| Iliana de la Garza     | Julia Fernández de Díaz                                                  | Papp Györgyi       |
| Rolando Fernández      | Gregorio Díaz                                                            | Papucsek Vilmos    |
| Rafael Zozaya          | Mateo Hernández Mario Aguirre                                            | Renácz Zoltán      |
| Arturo Lorca           | Arturo Flores                                                            |                    |
| Willebaldo López       | Santos                                                                   | Várday Zoltán      |
| Patricia Ancira        | Bertha                                                                   | Papp Györgyi       |
| Christina Pastor       | Mary                                                                     |                    |
| Cristina Mason         | Lety                                                                     |                    |
| Elizabeth Álvarez      | Irene                                                                    | Sallai Nóra        |
| Alfredo Adame          | John Seagal                                                              | Sörös Sándor       |
| Mónica Miguel          | Maya San Juan                                                            | Bessenyei Emma     |
| Arturo Paulet          | Tenorio százados                                                         | Faragó András      |
| Fernando Allende       | Antonio Lombardo                                                         | Karsai István      |
| Felicia Mercado        | Adriana Villavicencio de Lombardo                                        | Csampisz Ildikó    |
| Alejandro Tommasi      | Samuel Albéniz                                                           | Katona Zoltán      |

## DVD kiadás
A sorozat 2010. szeptember 7-én DVD-n is megjelent, rövidített verzióban. Jellemzők:
- Formátum: színes, teljes képernyő, feliratos, NTSC
- Nyelv: spanyol
- Felirat: angol
- Régiókód: 1
- Képméretarány: 1.33:1
- Lemezek száma: 4
- Kiadás dátuma: 2010. szeptember 7.
- Játékidő: 720 perc
- Extrák:
  - Interaktív menük
  - Fejezetek
- Forgalmazó: Xenon Pictures

## Érdekességek
- A sorozat az 1995-ös Acapulco öböl című mexikói sorozat remake-je.
- María José szerepét eredetileg Anahí játszotta volna, de a producerek az utolsó pillanatban meggondolták magukat és Jacqueline Bracamontesnek adták a szerepet.[1]
- A sorozat közepe táján, az egyik rendező Mónika Miguel is megjelenik Maya San Juan szerepében egy kis időre.
- A sorozat főcímdalának előadói, az Il Divo is felbukkannak a 44-45. részben.
- William Levy-t a forgatások alatt keresztelték meg. Keresztanyja a sorozat producere, Carla Estrada lett.
- Eleinte Gabriel Sotót szánták Bruno szerepére.
- William Levy és David Zepeda korábban már együtt játszottak a Sarokba szorítva (Acorralada) című sorozatban, ahol szintén testvéreket játszottak.
- David Zepeda és Gabriel Soto 2011-ben együtt játszottak a La fuerza del destino A végzet hatalma című sorozatban.
- William Levy és Daniela Romo 2010-ben együtt játszottak a Marichuy – A szerelem diadala (Triunfo del amor) című sorozatban, valamint 2013-ban a La Tempestadban.
- Gabriel Soto és Manuela Imaz korábban már együtt játszottak a Szeretők és riválisok (Amigas y rivales) című sorozatban.
- Daniela Romo és Gabriel Soto korábban már együtt játszottak A szerelem ösvényei (Las vias del amor) című sorozatban.
- Daniela Romo és Azela Robinson korábban már együtt játszottak Az ősforrás című sorozatban.
- Aarón Hernán és Azela Robinson korábban már együtt játszottak a Julieta című sorozatban.

## Korábbi verziók
- Az 1985-ös Tú o nadie a Televisától, Ernesto Alonso producertől. Főszereplők: Lucía Méndez, Andrés García és Salvador Pineda.
- Az 1995-ös Acapulco, cuerpo y alma a Televisától, Aurora Molina és Juan Carlos Muñoz rendezésében. Főszereplők: Patricia Manterola, Saúl Lisazo és Guillermo García Cantú.
- Az 1995-ös Acapulco öböl a Televisa és a Fox Televisióntől, Tom DeSimone rendezésében. Főszereplők: Raquel Gardner és Jason Adams.

## Díjak és jelölések

### TVyNovelas-díj2010
| Kategória                    | Személy                     | Eredmény |
| ---------------------------- | --------------------------- | -------- |
| Legjobb telenovela           | Carla Estrada               | Jelölés  |
| Legjobb női főszereplő       | Jacqueline Bracamontes      | Jelölés  |
| Legjobb férfi főszereplő     | William Levy                | Jelölés  |
| Legjobb férfi főgonosz       | David Zepeda                | Nyertes  |
| Legjobb senior színésznő     | Daniela Romo                | Nyertes  |
| Legjobb férfi mellékszereplő | Gabriel Soto                | Jelölés  |
| Legjobb operatőr             | Lino Gama Esquinca          | Nyertes  |
| Legjobb rendező              | Mónica Miguel Karina Duprez | Nyertes  |

### People en Español-díj 2010
| Kategória                   | Személy                             | Eredmény |
| --------------------------- | ----------------------------------- | -------- |
| Legjobb telenovela          | Carla Estrada                       | Jelölés  |
| Legjobb női főszereplő      | Jacqueline Bracamontes              | Jelölt   |
| Legjobb férfi főszereplő    | William Levy                        | Jelölt   |
| Az év legjobb főgonosza     | David Zepeda                        | Jelölés  |
| Az év legjobb felfedezettje | Julián Gil                          | Nyertes  |
| Legjobb páros               | Jacqueline Bracamontes William Levy | Jelölt   |

## Il Divo
- Aktív évek: 2004-től napjainkig
- Zenei stílus: Opera, pop, vokál
- Tagok:
  - Carlos Marín (spanyol bariton)
  - Urs Bühler (svájci tenor)
  - David Miller (amerikai tenor)
  - Sébastien Izambard (francia popénekes)
- Megjelenésük a sorozatban: Amikor María José és Alejandro elutaznak Mexikóvárosba, hogy minél előbb el tudjanak válni, pont itt koncertezik az Il Divo. Alejandro ismeri az egyiküket Carlos Marínt aki a barátja is egyben, a koncert után Alejandro meghívja őket ebédelni a házukba.

## Szinkronstáb
- Főcím, stáblista felolvasása: Korbuly Péter
- Magyar szöveg: Seres Bernadett, Laki Mihály, Balázs Csilla
- Hangmérnök: Hidvégi Csaba
- Rendezőasszisztens: Szász Andrea
- Vágó: Horváth István
- Gyártásvezető: Rába Ildikó
- Szinkronrendező: Gyarmati Gergely
- Producer: Kovács Zsolt
- Szinkronstúdió: Szinkron Systems
- Megrendelő: IKO Kábeltévé (Kft.)

## Fordítás
- Ez a szócikk részben vagy egészben  a   Sortilegio (telenovela) című spanyol Wikipédia-szócikk fordításán alapul.  Az eredeti cikk szerkesztőit annak laptörténete sorolja fel. Ez a jelzés csupán a megfogalmazás eredetét és a szerzői jogokat jelzi, nem szolgál a cikkben szereplő információk forrásmegjelöléseként.